# Eve of Destruction
Eve of Destruction je protest song, který napsal P. F. Sloan v roce 1965. Píseň nahrálo několik umělců, nejznámější verze je však od zpěváka Barryho McGuire. Tato nahrávka vznikla mezi 12. a 15. červnem 1965 a vyšla u Dunhill Records. Doprovod tvořili zpěváci: P.F. Sloan na kytaru, Hal Blaine (z "Wrecking Crew") na bicí a Larry Knechtel na basu. Vokální doprovod byl namixován a nebyl zamýšlen jako konečná verze, ale kopie nahrávky unikla a začala se hrát. Píseň se stala hitem a již nebyla upravována.

## Význam písně
Píseň je varováním před apokalypsou a je považována za protest song. Vyjadřuje frustrace a strachy mladých lidí z období Studené války, Vietnamu, nukleárního zbrojení a boje za občanská práva.
Jako hit získala 100. místo v Billboard Hot 100 v roce 1970.

## Verze písně
Nejznámější verzi nazpíval Barry Mc Guire,který je známý jako zpěvák křesťanských písní. Americká média dodala písni popularitu tím, že ji včetně autora silně kritizovala. Některými rádii v USA byla píseň zakázána  a nehrálo ji také Radio Scotland . Byla na seznamu zakázaných písní v BBC, nesměla se hrát na zábavných akcích .
Guire jako křesťanský zpěvák po mnoho let odmítal tuto píseň zpívat, v současnosti ji zpívá a její text upravil tak, aby se vztahoval k událostem jako Masakr na Columbine High School.

## Související písně
- The Spokesmen nazpívali jako odpověď píseň The Dawn of Correction.
- Sgt. Barry Sadler nazpíval vlasteneckou píseň Ballad of the Green Berets
- Johnny Sea namluvil jako odpověď na tuto píseň nahrávku Day For Decision
- The Temptations v písni s názvem Ball of Confusion (That's What the World Is Today) zmiňují název písně.

## Verze písně v pozdějších letech
- The Dickies, punková skupina z Los Angeles na konci 70. let nahrála cover verzi písně.[8]
- Psychic TV, postindustriální psychedelická rocková skupina nahrála píseň jako limitovanou edici singlu v roce 1980.
- Skupina New Wave,Red Rockers nahrála cover verzi písně na albu z roku 1984 Schizoprenic Circus.[9]
- Johnny Thunders nahrál cover verzi v roce 1984na album Hurt Me [10]
- Crashdog, levicová křesťanská skupina vytvořila cover verzi na albu Cashists, Fascists, and Other Fungus (1996).[11]
- Australská skupina Screaming Jets nahrála cover verzi písně v roce 1997 na album World Gone Crazy.
- Bishop Allen nahrála píseň s názvem Eve of Destruction na album z roku 2003 Charm school.
- Luciano, reggae zpěvák, nahrál cover verzi písně v roce 2003
- Kanadská punková skupina D.O.A. nahrála cover verzi písně na album z roku 2004 Live Free Or Die.
- Larry Norman, křesťanský zpěvák nahrál cover verzi písně na maxi-single CD v roce 2004.[12]